# Crepis pulchra
La  radichiella dolce  (nome scientifico  Crepis pulchra  L., 1753) è una pianta angiosperma dicotiledone della famiglia delle Asteraceae.

## Etimologia
L'etimologia del nome generico (Crepis) non è molto chiara. In latino Crèpìs significa pantofola, sandalo e i frutti, di alcune specie di questo genere, sono strozzati nella parte mediana ricordando così (molto vagamente) questo tipo di calzare. Inoltre lo stesso vocabolo nell'antica Grecia indicava il legno di Sandalo. L'epiteto specifico (pulchra ) significa "bella".
Il nome scientifico della specie è stato definito per la prima volta dal botanico svedese Carl Linnaeus nella pubblicazione " Species Plantarum" ( Sp. Pl. 2: 806) del 1753.

## Descrizione

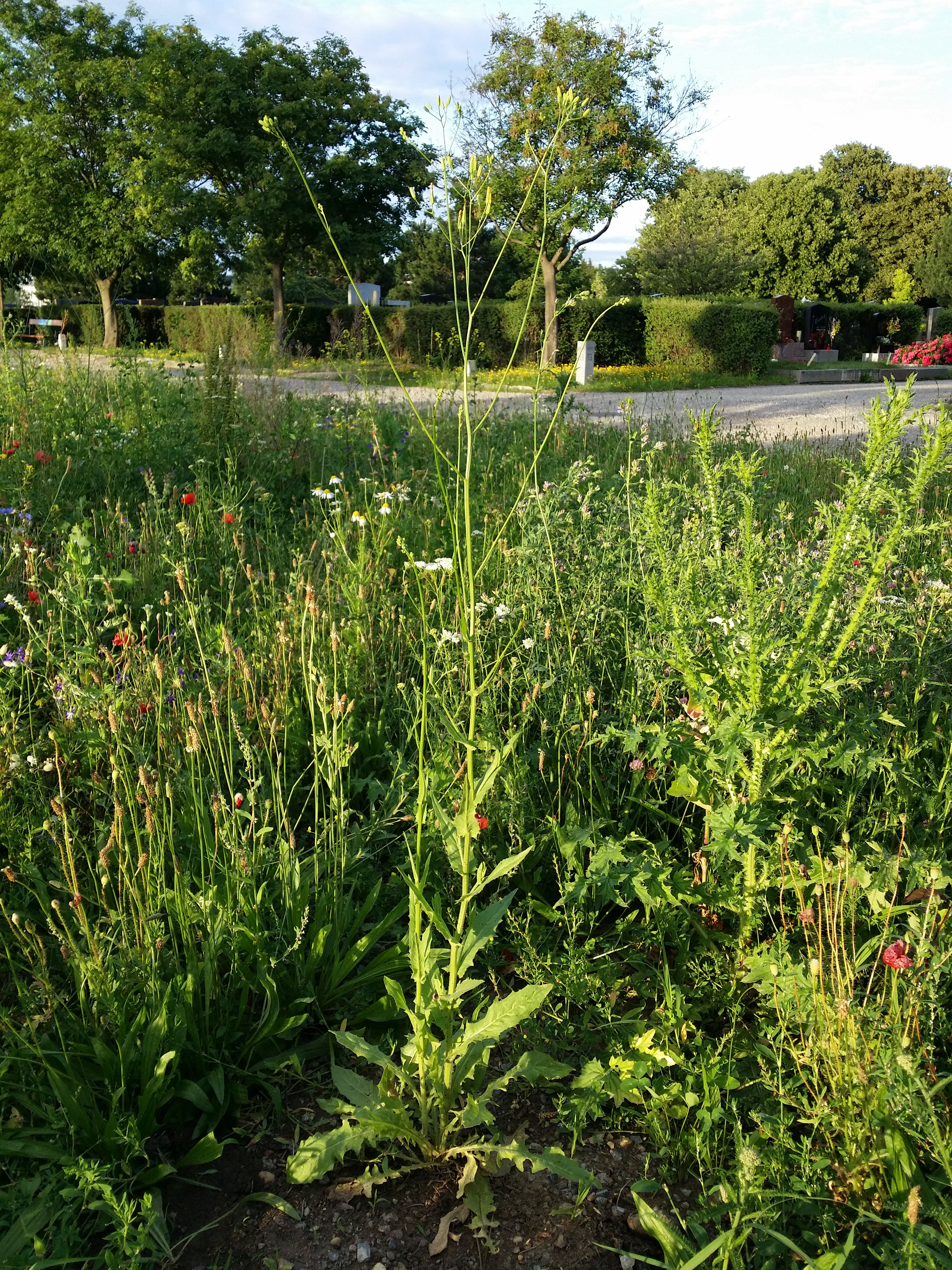
Il portamento

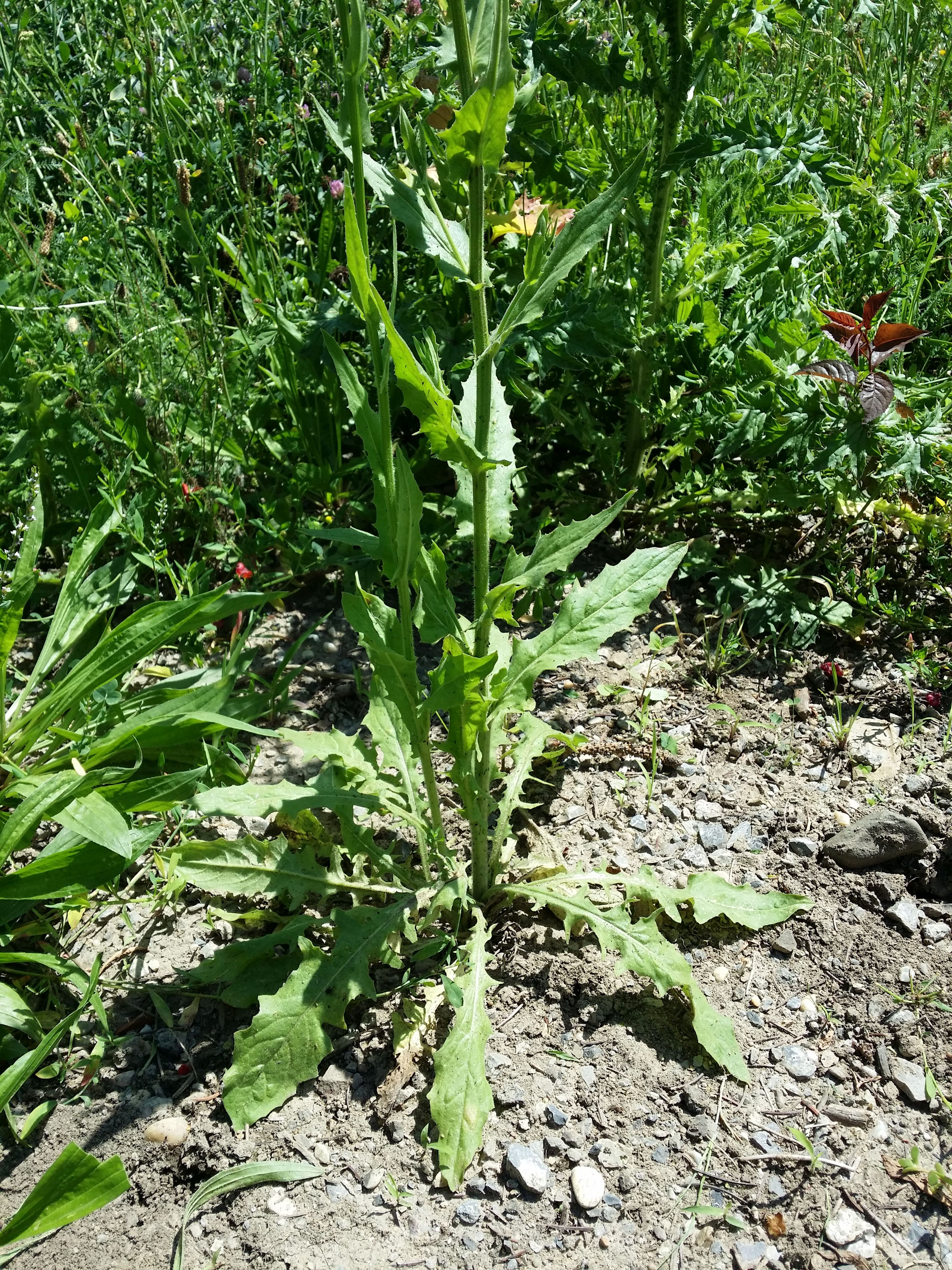
Le foglie

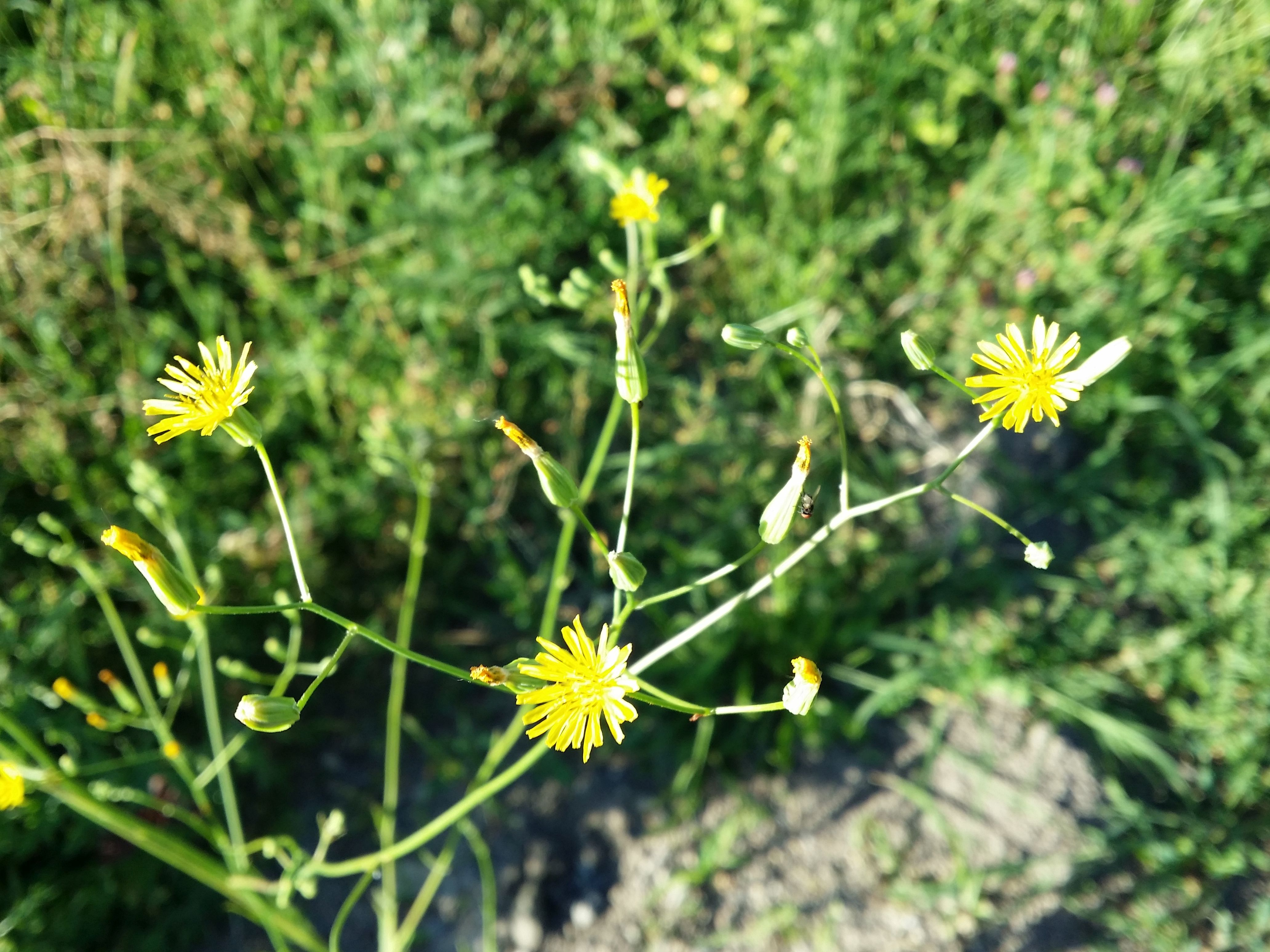
Infiorescenza

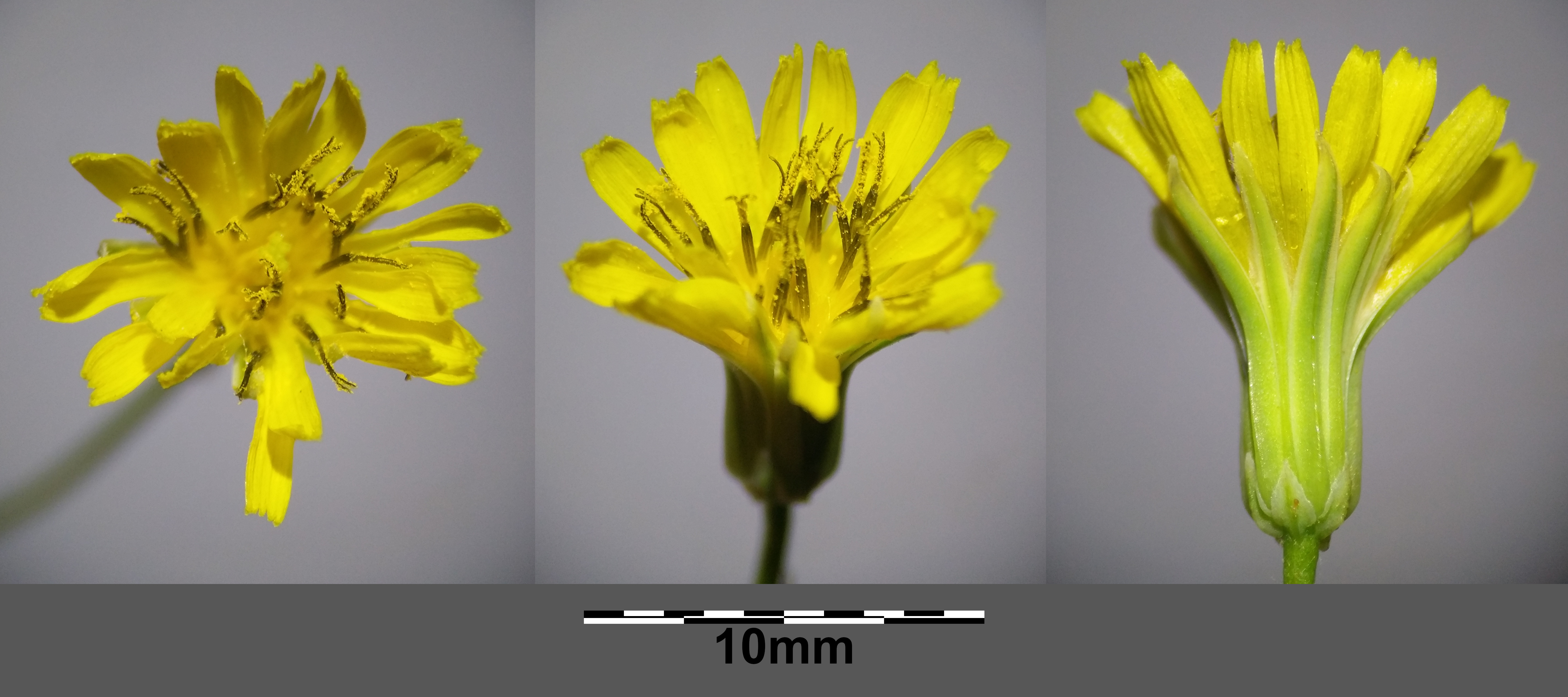
I fiori

Habitus. La pianta di questa specie è una erbacea annuale. Le forma biologica è terofite scapose (T scap), ossia in generale sono piante erbacee che differiscono dalle altre forme biologiche poiché, essendo annuali, superano la stagione avversa sotto forma di seme e sono munite di asse fiorale eretto e spesso privo di foglie. Gli steli contengono abbondante latice amaro.
Fusto. I fusti di queste piante sono generalmente eretti semplici (poco frondosi), sono striati e ruvidi. La ramificazione è abbondante e forma dei corimbi. Nella parte inferiore è ghiandoloso-vischioso. Le radici sono secondarie da rizoma. L'altezza media delle piante varia da 3 a 6 dm (massimo 1 metro).
Foglie. Le foglie si dividono in basali/inferiori e cauline.
- Foglie inferiori: la forma è a contorno spatolato con margini grossolanamente dentati, oppure sono pennatopartite. Dimensioni: larghezza 1 – 3 cm; lunghezza 3 – 12 cm.
- Foglie cauline: le foglie cauline sono sessili con forme lanceolate e sono progressivamente più piccole. Le foglie lungo il caule sono disposte in modo alterno.

Infiorescenza. L'infiorescenza è formata da numerosi capolini non molto grandi. Ogni capolino è formato da un peduncolo che sorregge un involucro più o meno cilindrico (o campanulato o piriforme) formato da 2 serie di brattee o squame disposte in modo embricato e scalato, che fanno da protezione al ricettacolo sul quale s'inseriscono i fiori ligulati. La forma delle brattee, disuguali fra le due serie (quelle interne sono più lunghe), è ovata; la superficie interna è glabra. Il ricettacolo è piano e nudo (glabro: senza pagliette a protezione della base dei fiori). Diametro dei capolini: 1,5 cm. Dimensioni dell'involucro: larghezza 3 – 5 mm; lunghezza 7 – 9 mm.
Fiori. I fiori (molti per capolino), tutti ligulati, sono tetra-ciclici (ossia sono presenti 4 verticilli: calice – corolla – androceo – gineceo) e pentameri (ogni verticillo ha in genere 5 elementi). I fiori sono ermafroditi, fertili e zigomorfi.
- Formula fiorale:

*/x K {\displaystyle \infty }, [C (5), A (5)], G 2 (infero), achenio
- Calice: i sepali del calice sono ridotti ad una coroncina di squame.
- Corolla: le corolle sono formate da una ligula terminante con 5 denti (è la parte finale dei cinque petali saldati fra di loro). Il colore dei fiori è in prevalenza giallo. La superficie può essere sia pubescente che glabra. Lunghezza delle ligule: 6 – 9 mm.
- Androceo: gli stami sono 5 con filamenti liberi e distinti, mentre le antere sono saldate in un manicotto (o tubo) circondante lo stilo.[14] Le antere alla base sono prive di codette. Il polline è tricolporato.[15]
- Gineceo: lo stilo è filiforme. Gli stigmi dello stilo sono due divergenti e ricurvi con la superficie stigmatica posizionata internamente (vicino alla base).[16] L'ovario è infero uniloculare formato da 2 carpelli.
- Fioritura: da maggi a luglio.

Frutti. I frutti sono degli acheni con pappo. Il frutto consiste in un achenio chiaro, fusiforme (non compresso), con varie coste (da 10 a 12), con la superficie trasversalmente tubercolata e sormontato da un corto becco (può essere assente). Il pappo è soffice (ma tenace) formato da peli semplici (non ramificati) di colore generalmente bianco (o bianco sporco quasi giallastro) disposti su più serie. In uno stesso capolino i frutti possono essere monomorfici (tutti uguali) oppure dimorfi (generalmente quelli interni differiscono da quelli più esterni o periferici e sono privi di pappo). Lunghezza degli acheni: 4 – 6 mm.

## Biologia
- Impollinazione: l'impollinazione avviene tramite insetti (impollinazione entomogama tramite farfalle diurne e notturne).
- Riproduzione: la fecondazione avviene fondamentalmente tramite l'impollinazione dei fiori (vedi sopra).
- Dispersione: i semi (gli acheni) cadendo a terra sono successivamente dispersi soprattutto da insetti tipo formiche (disseminazione mirmecoria). In questo tipo di piante avviene anche un altro tipo di dispersione: zoocoria. Infatti gli uncini delle brattee dell'involucro si agganciano ai peli degli animali di passaggio disperdendo così anche su lunghe distanze i semi della pianta.

## Distribuzione e habitat

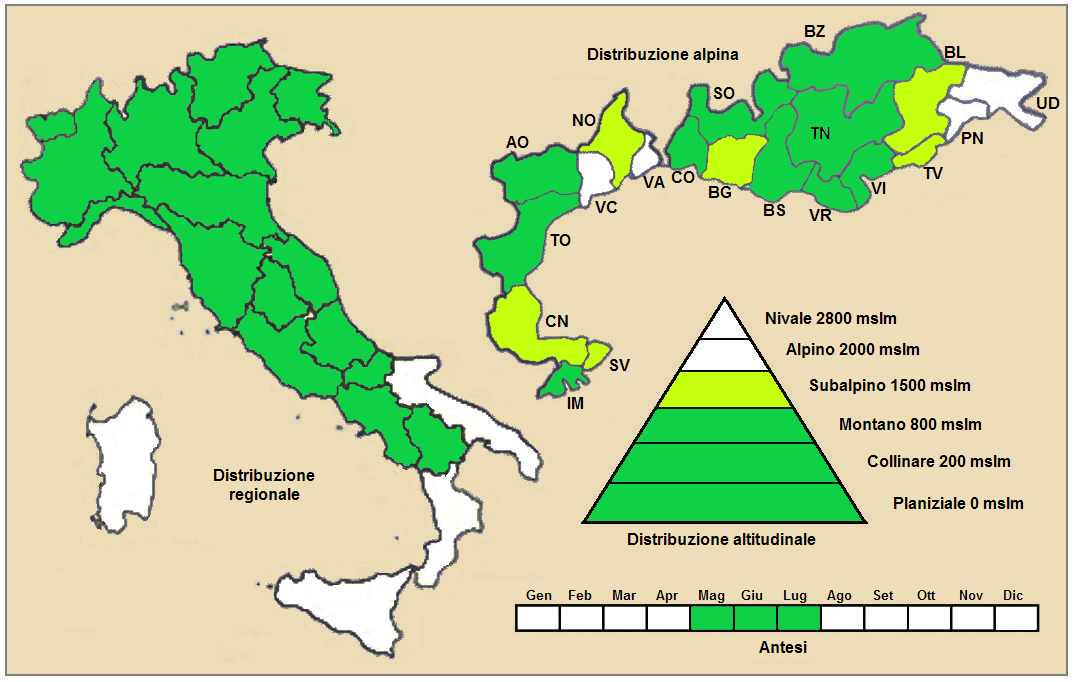
Distribuzione della pianta (Distribuzione regionale – Distribuzione alpina)

- Geoelemento: il tipo corologico (area di origine) è Euri-Mediterraneo.
- Distribuzione: in Italia questa specie è rara e si trova al Nord e al Centro. Fuori dall'Italia, sempre nelle Alpi, questa specie si trova in Francia. Sugli altri rilievi collegati alle Alpi è presente nella Foresta Nera, Massiccio del Giura, Massiccio Centrale, Pirenei, Monti Balcani e Carpazi.[18] Si trova anche in Africa settentrionale e Asia occidentale.[2]
- Habitat: l'habitat preferito per queste piante sono gli incolti, i ruderi, le vigne e lungo le vie. Il substrato preferito è calcareo con pH basico, alti valori nutrizionali del terreno che deve essere secco.
- Distribuzione altitudinale: sui rilievi, in Italia, queste piante si possono trovare fino a 1.200 m s.l.m.; nelle Alpi frequentano quindi i seguenti piani vegetazionali: collinare, montano e in parte quello subalpino (oltre a quello planiziale).

### Fitosociologia - Areale alpino
Dal punto di vista fitosociologico alpino Crepis pulchra appartiene alla seguente comunità vegetale:
Formazione: delle comunità terofiche pioniere nitrofile
Classe: Stellarietea mediae

## Tassonomia
La famiglia di appartenenza di questa voce (Asteraceae o Compositae, nomen conservandum) probabilmente originaria del Sud America, è la più numerosa del mondo vegetale, comprende oltre 23.000 specie distribuite su 1.535 generi, oppure 22.750 specie e 1.530 generi secondo altre fonti (una delle checklist più aggiornata elenca fino a 1.679 generi). La famiglia attualmente (2021) è divisa in 16 sottofamiglie.

### Filogenesi
Il genere di questa voce appartiene alla sottotribù Crepidinae della tribù Cichorieae (unica tribù della sottofamiglia Cichorioideae). In base ai dati filogenetici la sottofamiglia Cichorioideae è il terz'ultimo gruppo che si è separato dal nucleo delle Asteraceae (gli ultimi due sono Corymbioideae e Asteroideae). La sottotribù Crepidinae fa parte del "quarto" clade della tribù; in questo clade è in posizione "centrale" vicina alle sottotribù Chondrillinae e Hypochaeridinae.
La sottotribù è divisa in due gruppi principali uno a predominanza asiatica e l'altro di origine mediterranea/euroasiatica. Da un punto di vista filogenetico, all'interno della sottotribù, sono stati individuati 5 subcladi. Il genere di questa voce appartiene al subclade denominato "Crepis-Lapsana-Rhagadiolus clade", composto dai generi Crepis L., 1753, Lapsana L., 1753 e Rhagadiolus Juss., 1789. Dalle analisi Crepis risulta parafiletico (per cui la sua circoscrizione è provvisoria).
Nella "Flora d'Italia" le specie italiane di Crepis sono suddivise in 4 gruppi e 12 sezioni in base alla morfologia degli acheni, dell'involucro e altri caratteri (questa suddivisione fatta per scopi pratici non ha valore tassonomico). La specie di questa voce appartiene al "Gruppo 1" (gli acheni sono decisamente dimorfi) e alla "Sezione B" (i fiori sono gialli; il ricettacolo è glabro senza squame o setole rigide).
I caratteri distintivi per la specie di questa voce sono:
- l'involucro è lungo 7 - 9 mm;
- le foglie sono ricoperte da peli ghiandolari;
- le brattee involucrali sono glabre;
- il ricettacolo è glabro senza squame o setole rigide;
- i fiori sono gialli;
- gli acheni sono lunghi 4 - 6 mm;
- gli acheni sono decisamente dimorfi.

Il numero cromosomico della specie è: 2n = 8 e 18.

### Specie simili
Alla "Sezione B" (vedi sopra) appartengono le seguenti specie che differiscono dai seguenti caratteri:
- Crepis pulchra L. - Radichiella dolce: le foglie sono ricoperte di peli ghiandolari; le brattee involucrali sono glabre; gli acheni sono lunghi da 4 a 6 mm.
- Crepis dioscoridis L. - Radichiella di Dioscoride:  le foglie sono prive di peli ghiandolari; le brattee involucrali sono pubescenti.
- Crepis aspera L. - Radichiella aspera: i fiori sono lunghi da 8 a 11 mm; gli acheni interni hanno il becco lungo quanto il corpo e tutti sono alati;
- Crepis zacintha (L.) Babc. - Radichiella verrucaria: il ricettacolo è glabro; l'involucro ha un diametro di 5 - 7 mm; gli acheni sono lunghi 2 - 2,5 mm.
- Crepis pusilla (Sommier) Merxm. - Radichiella maltese (non è presente sul territorio italiano).

### Sottospecie
Per questa specie sono indicate due sottospecie (oltre alla subsp. pulchra) non presenti sul territorio italiano:
- Crepis pulchra subsp. africana Babc. - Distribuzione: Algeria.
- Crepis pulchra subsp. turkestanica Babc. - Distribuzione: Afghanistan, Iran, Iraq e Pakistan.

### Sinonimi
Sono elencati alcuni sinonimi per questa entità:
- Chondrilla pulchra (L.) Lam.
- Idianthes pulchra  (L.) Desv.
- Intybellia pulchra  (L.) Monnier
- Lapsana pulchra  (L.) Vill.
- Launaea pulchra  (L.) Pavlov
- Phaecasium pulchrum  (L.) Rchb.f.
- Prenanthes pulchra  (L.) DC.
- Sclerophyllum pulchrum  (L.) Gaudin